# Ротабела (Перуђа)
Ротабела је насеље у Италији у округу Перуђа, региону Умбрија.
Према процени из 2011. у насељу је живело 14 становника. Насеље се налази на надморској висини од 243 м.